# Melba Roy Mouton
Melba Roy Mouton, née le 1er janvier 1929 à Fairfax et morte le 25 juin 1990 à Silver Spring, est une mathématicienne afro-américaine, pionnière de la NASA.

## Biographie

### Jeunesse et formation
Melba Roy Mouton est la fille de Rhodie et Edna Chloé. Après ses études secondaires, elle est acceptée à études à l'université Howard, dont elle sort diplômée en 1950,, un master de mathématiques en poche.

### Carrière
Elle commence sa carrière en tant que mathématicienne. Elle travaille au sein de la NASA à partir de 1959, pendant 14 ans. Elle occupe le poste de cheffe programmeuse et de cheffe de Section Production programme au Goddard Space Flight Center. Elle travaille également en tant que cheffe d’état-major adjoint des programmes de recherche à la Division de géodynamique et de trajectoire où elle supervise une équipe de programmeuses. Elle prend ensuite la tête d'un groupe de mathématiciennes, surnommées les Human Computers, femmes qui effectuaient des calculs et équations complexes, groupe dont faisaient partie d'autres Afro-Américaines comme Kathaleen Land (en), Katherine Johnson, Dorothy Vaughan, Mary Jackson,  Eunice Smith,  Annie Easley, Leslie Hunter, Kathryn Peddrew ,,,,. Ce groupe calcule les trajectoires des premiers satellites Echo mis en orbite, puis les orbites du Programme Apollo. À la NASA, elle contribue également à l'organisation de séminaires sur le langage de programmation A. 

### Vie privée
Elle se marie une première fois avec Wardell Roy, avec qui elle a ses deux premiers enfants. Elle épouse ensuite Webster Mouton, le père de son troisième enfant.
Elle prend sa retraite à 44 ans et décède à 61 ans, emportée par une tumeur au cerveau.

## Prix et distinctions
Elle est notamment lauréate de l'Apollo Achievement Award et de l'Exceptional Performance Award.
Une montagne lunaire a été baptisée Mons Mouton en son honneur.